# 祈る聖フランチェスコ (カラヴァッジョ)
『祈る聖フランチェスコ』（いのるせいフランチェスコ、英: Saint Francis in Prayer）、または『瞑想する聖フランチェスコ』、伊: San Francesco in meditazione）は、イタリア・バロック期の巨匠巨匠カラヴァッジョのが1606-1607年にキャンバス上に油彩で制作した絵画である。1968年にイタリア・ラツィオ州のカルピネート・ロマーノのサン・ピエトロ聖堂で発見され、現在、ローマのバルベリーニ宮国立古典絵画館に所蔵されている。なお、ローマの無原罪の聖母のカプチン会修道士教会には、この絵画の複製が所蔵されており、ほかにも3点の忠実な複製が知られている。

## 作品
本作および無原罪の聖母のカプチン会修道士教会にある作品については、伝記や資料での言及がないため制作の経緯は何もわからない。当初、様式や出来栄えの点から後者がカラヴァッジョのオリジナルとして広く受け入れられていた。カルピネートで発見された本作はひどい保存状態であったが、念入りに修復され、2000年に科学調査が行われた結果、オリジナルと考えられるようになった。X線調査によって、聖フランチェスコ像の下にやや小さい同聖人の下書きがあること、髑髏を持つ手が描きなおされていることがわかったからである。一方、聖母のカプチン会修道士教会にある作品にある作品にはペンティメンティ (描き直し) がないため、複製と見なされるにいたった。
聖フランチェスコは1181年にアッシジに生まれた。もともと裕福な商人の息子であったが、財産の相続を放棄し、信仰の道に入った。1224年、彼は聖痕を受ける奇跡を経験し、イエス・キリストと同じ傷を持った。
画面の聖フランチェスコは、陰鬱で荒涼とした情景の中、瞑想をしている。クレモナのアーラ・ポンツォーネ市立美術館の『瞑想する聖フランチェスコ』同様、聖フランチェスコは瞑想しているが、本作では髑髏を持っておりメメント・モリ、死について瞑想していることは明白である。聖人の衣服に開いた穴、折れた木の幹、イエス・キリストの受難を示唆する木製の十字架など、それぞれの細部は謙遜と悔悛を表している。髑髏と十字架は聖フランチェスコと神の間の対話を仲介し、対抗宗教改革時代の図像に従っているものである。同時に、この図像はアンニーバレ・カラッチの版画に見られるような北イタリアの伝統にもつながっている。

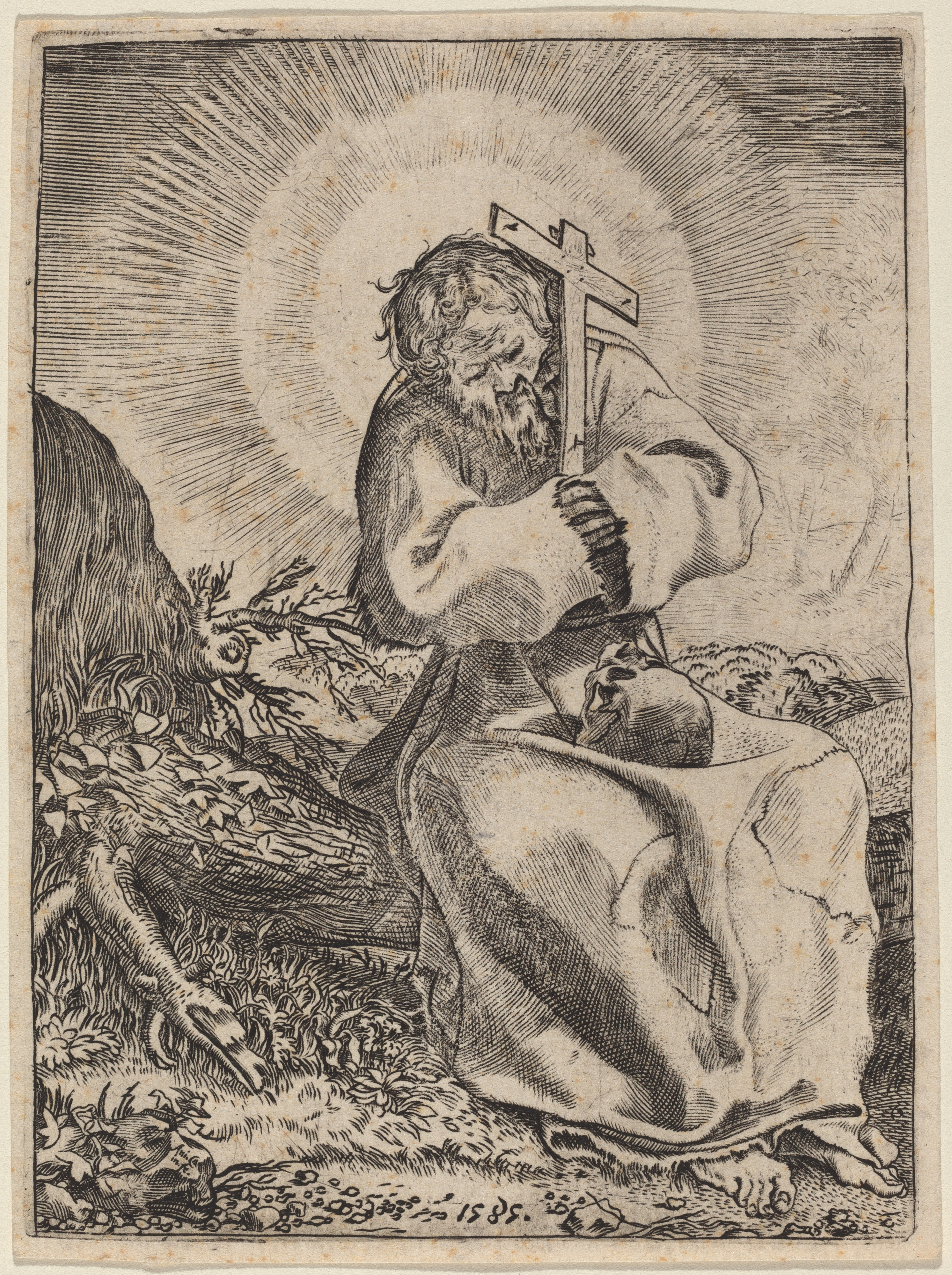
アンニーバレ・カラッチの版画『聖フランチェスコ』(1585年)

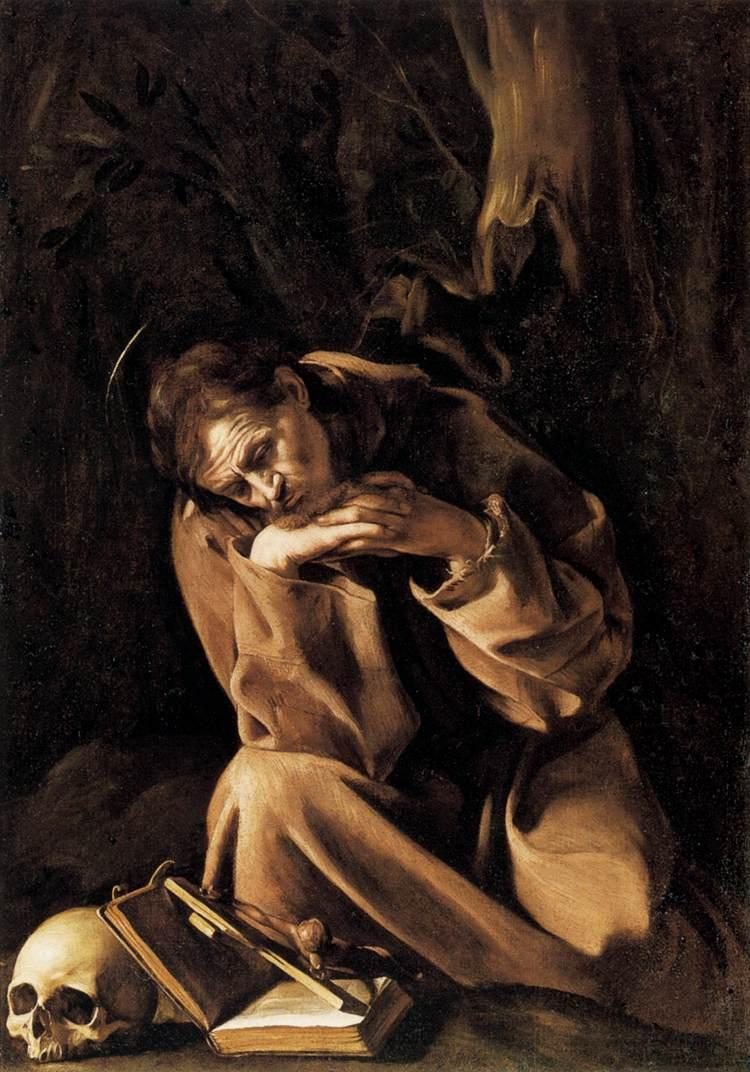
カラヴァッジョ『瞑想する聖フランチェスコ』(1604-1610年)、アーラ・ポンツォーネ市立美術館、クレモナ

聖フランチェスコの貧困と謙遜の生活は、カラヴァッジョの時代に人気のあった主題であった。研究者のピーター・ロブ (Peter Robb) は、洗礼者ヨハネ、聖フランチェスコ、聖ヒエロニムスは、「...青年、壮年、老人の三人であり、陰気で人間社会から離れ、疎外された男性のトリオを構成しており、M（すなわちカラヴァッジオのファースト・ネームである「ミケランジェロ」のM）は、この３人を繰り返し描いた」と述べている。3人は、事実上カラヴァッジョ自身の、問題を抱えた人生の私的象徴になった。
この絵画は、カルピネートの修道院を設立したピエトロ・アルドブランディーニ枢機卿の注文で描かれたと思われるが、定かではない。1603年の名誉毀損の裁判の過程で、カラヴァッジョの友人であるオラツィオ・ジェンティレスキは、数か月前にカラヴァッジョに僧衣を貸したと述べており、本作はその僧衣と関連している可能性がある。ジェンティレスキの証言は、絵画の制作年が1602年から1604年であることを裏付ける主な論拠のようである。しかし、厳格なアプローチとあまり絵画的でない作品の技法、あるいは抑制された色彩による瞑想的な雰囲気を理由として、カラヴァッジョが街頭喧嘩でラヌッチョ・トマッソーニを殺害する事件を起こし、無法者としてローマから逃げ出した1606年に本作が制作されたと信じるロブなどの研究者もいる。